# Макку
Макку (по-сицилийски maccu, также maccu di fave, итал. macco, macco di fave) — cицилийский суп, а также пищевой продукт, который готовится из сушеных и измельченных бобов и фенхеля в качестве основных ингредиентов. Включено в список традиционных итальянских продуктов питания (PAT) Министерства сельского хозяйства, продовольствия и лесной политики (MiPAAF).

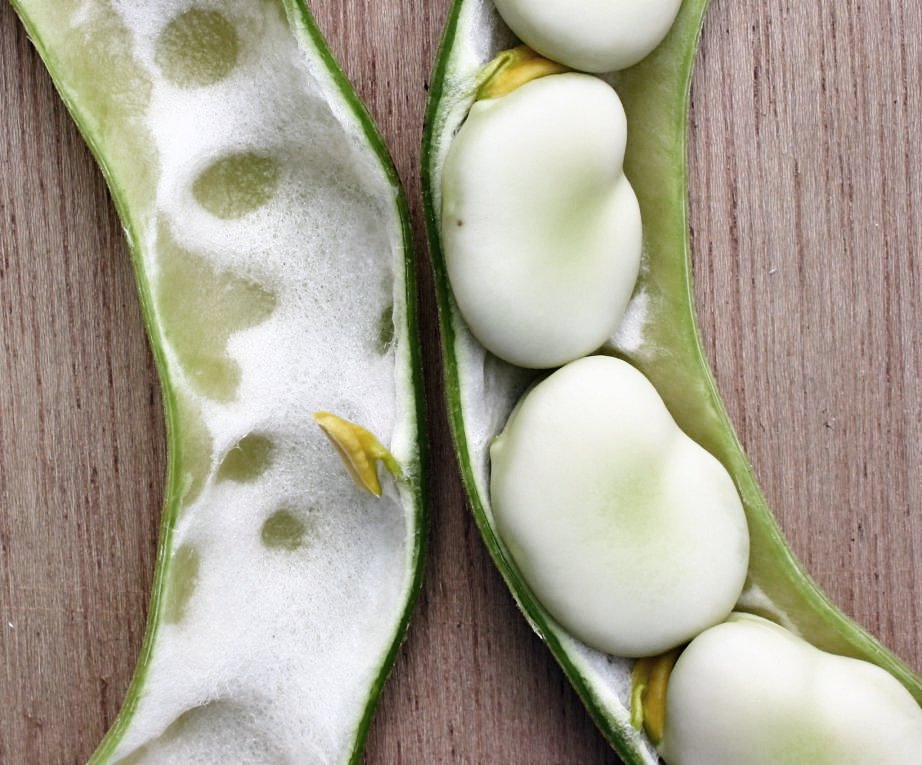
Боб садовый является основным ингредиентом макку

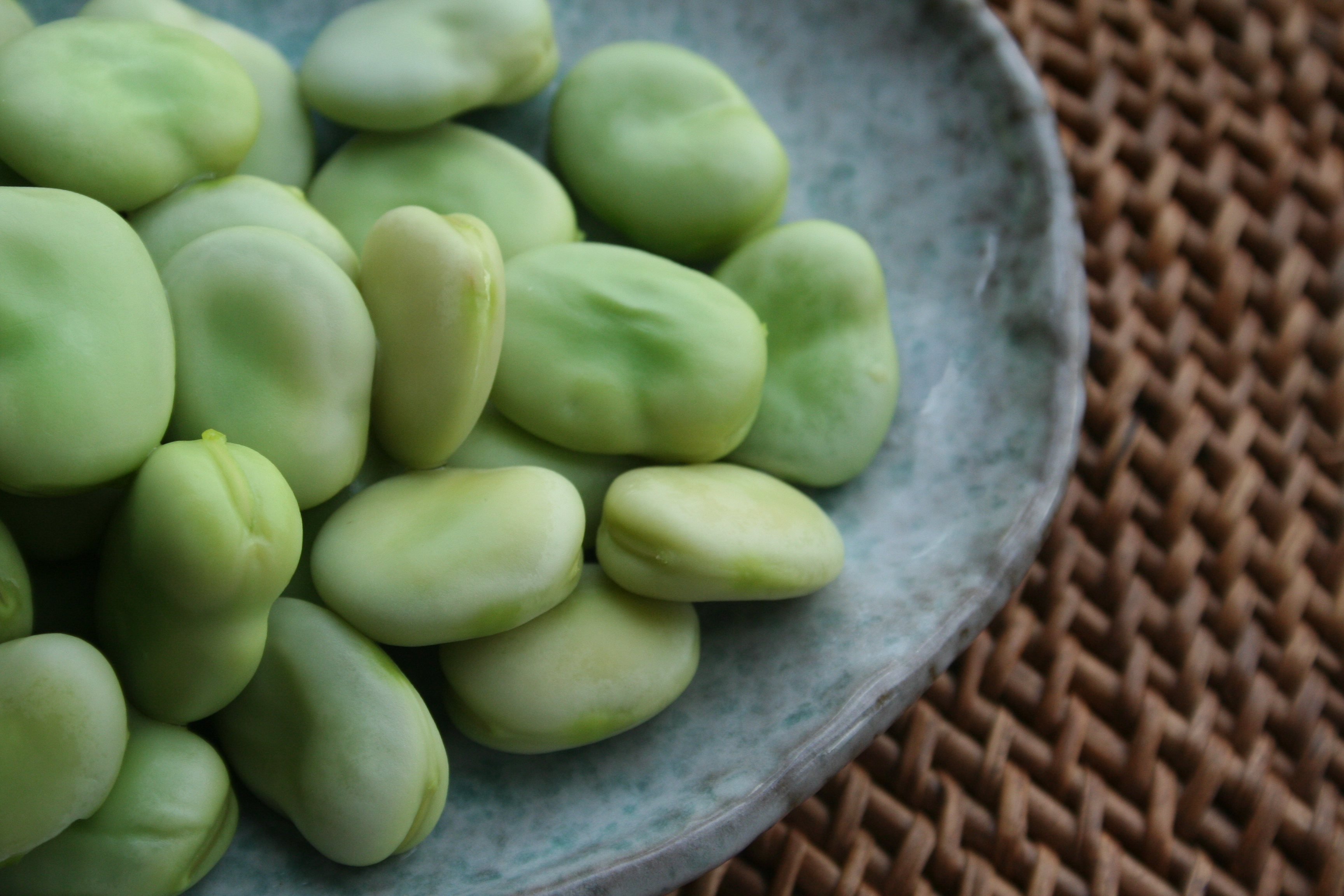
Свежие бобы очищенные и приготовленные на пару

Существует несколько блюд с использованием макку в качестве ингредиента, таких как брускетта аль макку и макку ди Сан-Джузеппе. Последнее подают 19 марта в День Святого Иосифа (Сан-Джузеппе) на Сицилии. В Рамакке, в провинции Катания, происходит дегустация блюда на главной площади города.

## История
Макку — крестьянская еда и продукт, восходящий к древней истории. Вероятно, продукт или блюдо из измельченных бобов фава изобрели древние римляне. Хотя наличие макку в наше время на Сицилии, как правило, редкость, его по-прежнему иногда подают в ресторанах.
Кроме того, этот термин в сицилийском языке указывает на надменное поведение.

## Ингредиенты и приготовление
Основные ингредиенты включают разваренные бобы, семена и веточки фенхеля, оливковое масло, соль и перец. Дополнительные ингредиенты могут включать кабачки, мангольд, помидоры, лук и макароны. Суп иногда охлаждают до застывания, затем нарезают полосками, панируют в муке и обжаривают на оливковом масле.  В некоторых рецептах макку могут использоваться пюрированные бобы.

## Блюда, в которых используется макку
Брускетта аль макку — это простое блюдо, приготовленное из брускетты и макку, которое можно подавать в качестве закуски или обеденного блюда.
Макку ди Сан-Джузеппе (итал. Maccu di San Giuseppe) — традиционное сицилийское блюдо, состоящее из различных ингредиентов и макку. Блюдо по-традиции готовят на День Святого Иосифа (Сан-Джузеппе) на Сицилии, чтобы освободить место в кладовых для нового весеннего урожая овощей.  На Сицилии многие считают святого Иосифа своим святым покровителем, и во многих итало-американских общинах святому Иосифу приносят благодарность за предотвращение голода на Сицилии в Средневековье.
Согласно легенде, однажды произошла сильная засуха, и люди молились своему святому покровителю, чтобы тот послал им дождь. Они пообещали, что, если он ответит на их молитвы, они приготовят большой пир в его честь. Дождь действительно пошел, и жители Сицилии приготовили большой пир для своего покровителя. Бобы были урожаем, спасшим население от голодной смерти, и являются традиционной частью алтарей и традиций Дня Святого Иосифа. Раздача еды нуждающимся – это обычай Дня Святого Иосифа.
Ригатончини кон макку ди фаве (итал. Rigatoncini con maccu di fave) — сицилийское блюдо, приготовленное из пасты ригатончини (уменьшенная версия ригатони) и пасты из бобов.